# Palmo de narices
Un palmo de narices, con dos palmos de narices o por dos palmos de narices son expresiones populares que en la lengua castellana tienen un significado de frustración, chasco o desaire, expresada en frases como "se fue y me dejó con un palmo de narices" (o sea 'plantado', compuesto y sin novia, o en suma, sin 'conseguir el objetivo que pretendía'). En el DRAE, como locución verbal coloquial, se explica que "dejar a alguien con 'tantas' narices..." viene a expresarse con la construcción "dejar con un palmo de narices".

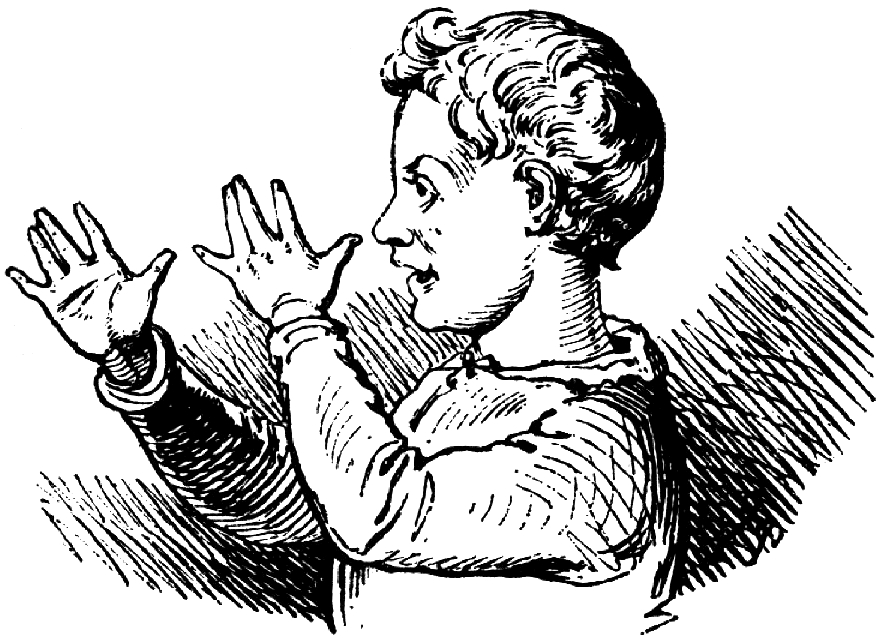
Ilustración de Vilhelm Pedersen.

Puede usarse, según contextos, como sinónimo de haber sido burlado, e incluso como evocación física de una medida de longitud; así, los palmos se pueden multiplicar, llegando a encontrarse construcciones lingüísticas con varios palmos: "estuve a tres palmos de narices" o "no lo consiguió por varios palmos de narices", etc.
Este sentido de haber sido burlado o decepcionado se ha asociado -en algún caso- al gesto físico de burla que consiste en extender la palma de la mano ante la nariz tocándola con la punta del pulgar.  De uso común en muchos países, su origen ha sido rastreado en iconografía tan antigua como la de la ciudad de Pompeya, cuyos niños, según Alfred Delvau, ya conocían este gesto.

## En la literatura
De entre los abundantes y variopintos ejemplos que la literatura ofrece del uso de esta expresión, puede escogerse este párrafo de Galdós, en su novela del ciclo fantástico El caballero encantado:

"La preciosa y juguetona ardilla que por largo tiempo fue el alivio de mi soledad, pertenece al sexo femenino, como sabes; es una hembrita honesta, que no ha conocido varón, y bien puedo asegurarlo, porque la tengo desde chiquitita; la recogí del regazo de su mamá en Egea de los Caballeros; la he criado, dándole buena educación y enseñándole los mejores modos. Aunque traviesa y correntona de su natural, sabe lo que es respeto y obediencia a los superiores. Me quiere a mí tanto como la quiero yo a ella. De mí se escapó por un susto, y si ahora me viera, hacia mí vendría con brinco alegre, dejando con un palmo de narices a todas las monjas y priores y provinciales de la cristiandad.".
Benito Pérez Galdós

Y para dar certeza de su uso a uno y otro lado del Atlántico, puede valer esta escena encontrada en un cuento del mexicano Alfonso Reyes:

"Y así fue como la chica de Copacabana aseguró su alojamiento en un edificio flamante, redimió sus muebles, remozó su renombre, hizo un palmo de narices a sus ingratos, salió de la insolvencia por unos cuantos días, y compró para unas cuantas noches su tranquilidad y buen sueño".
Alfonso Reyes